# ЮНИФЕМ

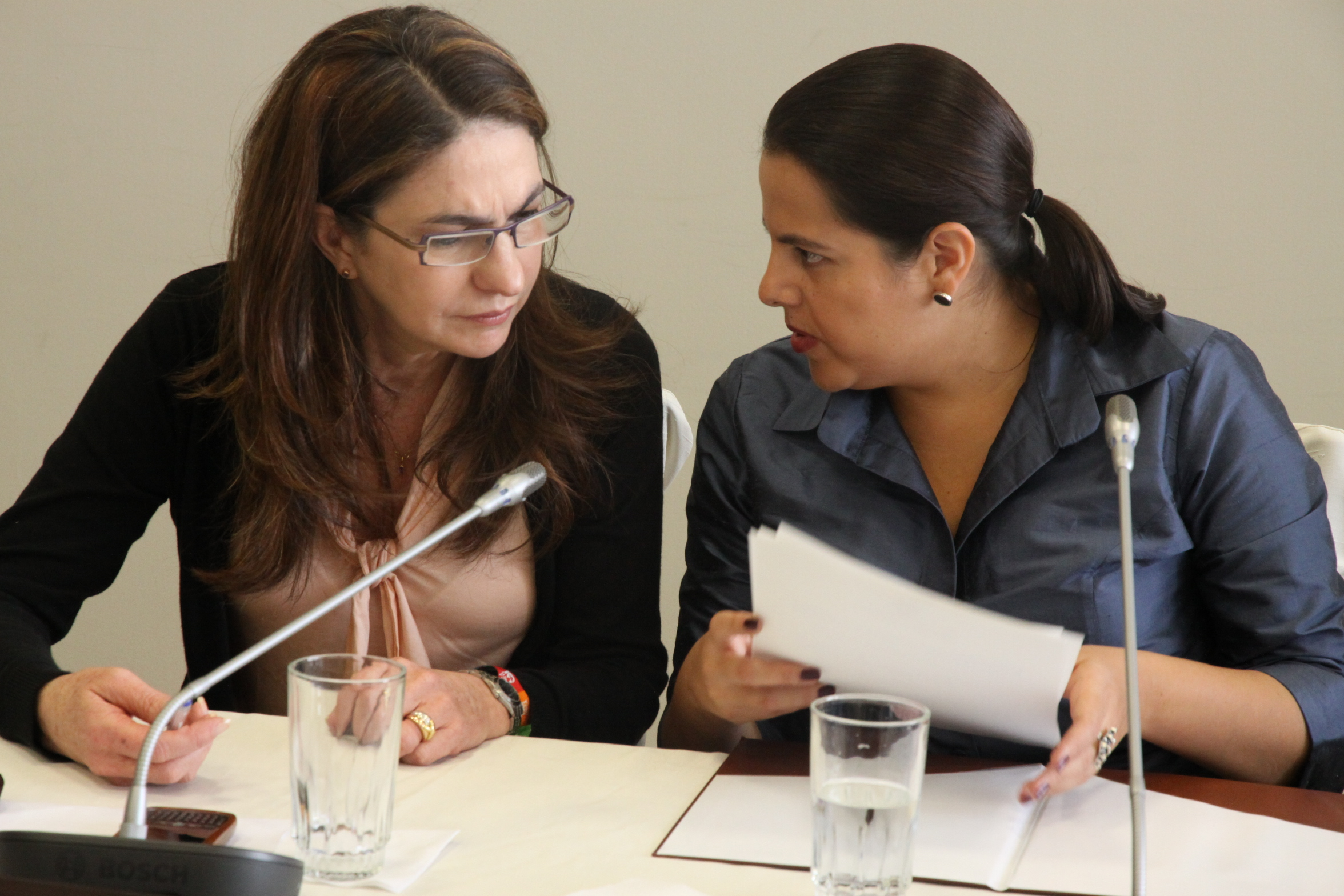
Снимок с подписания соглашения о сотрудничестве между ЮНИФЕМ, Национальным собранием Эквадора и Фондом Организации Объединённых Наций в области народонаселения

ЮНИФЕМ (англ. UNIFEM, United Nations Development Fund for Women, «Женский Фонд Организации Объединённых Наций») (1976—2010) — подразделение ООН, занимавшееся оказанием финансовой поддержки и технической помощи инновационным программам, продвигающим права женщин — права человека, их экономические и политические возможности и равенство полов. Упразднено в июле 2010 года в связи с передачей его мандата и функций вновь созданной Структуре Организации Объединённых Наций по вопросам гендерного равенства и расширения прав и возможностей женщин («ООН-Женщины») (англ. United Nations Entity for Gender Equality and the Empowerment of Women).

## История
ЮНИФЕМ был создан в декабре 1976 года, изначально как добровольный фонд в честь Десятилетия Женского Фонда Организации Объединённых Наций в Международный год женщин. Его первым руководителем была Маргарет Снайдер. Фонд оказывал финансовую и техническую поддержу инновационным программам и стратегиям, направленным на расширение прав женщин, политического участия и экономической безопасности. С 1976 года ЮНИФЕМ поддерживает расширение прав женщин для установления полового равенства в рамках своей программы открытия офисов и филиалов женских организаций в основных регионах планеты. Работа фонда в области гендерного бюджета началась в 1996 году в Южной Африке, постепенно включив в себя Восточную Африку, Юго-Восточную и Южную Азию, Центральную Америку и Андский регион. Фонд работал на повышение осведомлённости в рамках всей системы ООН с учётом гендерного фактора бюджетов в качестве инструмента для укрепления экономического управления во всех странах.
Её Королевское Высочество Иордании принцесса Басма Бинт Талал была назначена фондом ЮНИФЕМ послом доброй воли в 1996 году.
26 января 2006 года ЮНИФЕМ назначил Николь Кидман послом доброй воли.

## Руководители
- Инес Альберди ( Испания) — с 2007[5] по 2010;
- Ноэлин Хейзер ( Сингапур) с 1994 по 2007;
- Шарон Кейплинг-Алакиджа ( Канада) с 1989 по 1994;
- Маргарет Снайдер ( США) с 1978 по 1989.